# Sirotek Milhouse
Sirotek Milhouse (v anglickém originále Little Orphan Millie) je 6. díl 19. řady (celkem 406.) amerického animovaného seriálu Simpsonovi. Scénář napsal Mick Kelly a díl režíroval Lance Kramer. V USA měl premiéru dne 11. listopadu 2007 na stanici Fox Broadcasting Company a v Česku byl poprvé vysílán 1. března 2009 na stanici ČT2.

## Děj
Simpsonovi a van Houtenovi mají piknik, na němž van Houtenovi oznámí, že se budou znovu brát. Homer se při přípravě na odrozvedení prořekne, že nezná barvu očí Marge. Marge Homerovi poví, že dokud si nevzpomene, tak její oči neuvidí. Po svatbě van Houtenovi odjedou na svatební cestu na výletní zájezd po moři. Zatímco jsou pryč, zůstává Milhouse u Simpsonových a spolu s Bartem provádí spoustu lumpáren. Mezitím se van Houtenům stane nehoda, při které přepadnou přes zábradlí paluby výletní lodě. Dva námořníci přijdou Milhouseovi říct, že jeho rodiče jsou nezvěstní a možná mrtví. Milhouse přepadnou deprese. Poté, co se napije z Maggiiny kojenecké lahve s mlékem, přijde na to, že se chová jako mimino, a rozhodne se stát se pravým mužem. Mezitím se Homer snaží přijít na barvu Marginých očí pomocí jejich svatebního alba, ale nezná kód k jeho otevření, což je datum jejich svatby. Milhouse změní styl a začne se oblékat do černé bundy a riflí a tvářit se melancholicky. Díky této image si ho oblíbí celá škola, včetně Lízy. Zatímco Milhouseova popularita roste, Bartova značně upadá. Bart se rozhodne, že to tak nenechá. Vzpomene si, že Milhouse má strýčka v Kalifornii. Podaří se mu najít Norberta van Houtena – Milhouseova strýčka patřícího k dánským van Houtenům – a pozvat ho do Springfieldu. Strýček Norbert, kterému se říká Zack a podobá se Indiana Jonesovi, přijede do Springfieldu. Milhouse se díky jejich společným aktivitám stane ještě populárnější. Homer pořád chce zjistit jakou barvu mají Margiiny oči. Nakonec mu děda Simpson připomene, že o Marge dřív věděl úplně všechno, a složil o ní dokonce píseň. Homer tedy začne píseň zpívat, aby si na barvu očí vzpomněl. Když se píseň dostane k barvě očí Marge, tak si nemůže vzpomenout, jak píseň pokračovala. Marge uslyší, jak Homer zpívá píseň o ní, odpustí mu, sundá si brýle a ukáže mu své oříškové oči. Milhouse a strýček Zack odlétají ze Springfiedu zpátky do Kalifornie horkovzdušným balónem. Když Bart vidí, jak odlétají, přijde na to, že má Milhouse rád, a vyleze po kotevním laně do balónu za nimi. V balónu se dohodnou, že poletí na cestu kolem světa. Na opuštěném ostrově Milhouseovi rodiče postaví rogalo, aby mohli z ostrova uniknout. Krátce po startu však narazí do balónu s Bartem, Milhousem a Zackem. Zack stihne zavolat statečným dánským námořníkům, aby je zachránili. Zack se pak začne prát s Milhouseovým otcem.

## Kulturní odkazy
Název epizody odkazuje na americký komiks Little Orphan Annie. Milhouseův strýc Zack se podobá Indiana Jonesovi, a když letí s Milhousem domů, zazní hudba podobná „Pochodu jezdců“ z filmu Dobyvatelé ztracené archy. Milhouseův ponurý ansámbl připomíná Jamese Deana ve filmu Rebel bez příčiny.

## Přijetí
Epizoda původně zaznamenala 10,6 milionu diváků, což byla třetí nejvyšší sledovanost v řadě.
Robert Canning z IGN uvedl, že celkově byl díl průměrnou epizodou, která nikdy nebude vyčnívat.
Richard Keller z TVSquad.com uvedl: „Z větší části byla epizoda zábavná a poměrně prostá přehnaných viditelných gagů.“.
Patrick D. Gaertner ze serveru Puzzled Pagan napsal: „V době, kdy se diskutovalo o dílu Rozdělený Milhouse, jsem ocenil, že se v něm našel způsob, jak diskutovat o rozvodu. Je to něco, čím si prochází spousta lidí, a samozřejmě nikdy nechtěli rozdělit Homera a Marge, takže to, že Bartův nejlepší kamarád prochází rozvodem a občas ho kontrolují, jak se s tím vyrovnává, byl opravdu skvělý nápad. Ale pak se rozhodli to všechno zrušit a nechat je dát se zase dohromady, což se zdá být naprosto nereálné. Jsem si jistý, že se to některým lidem stává, ale drtivá většina rozvedených lidí se k sobě nevrátí, a tato epizoda jen přibila potenciál tohoto příběhu, což vedlo k tomu, že nyní jsou postavy schopné diskutovat o tomto důležitém tématu. Ale to není vlastně všechno, o čem epizoda je. Protože i její zbytek je dost slabý. Nápad, že se Milhouse stane temným a zádumčivým, a tím pádem oblíbeným, je asi zajímavý, ale dost rychle se dostává na vedlejší kolej, aby se mohly odehrát všechny ty Norbertovy věci, což mi přijde divné. Kdyby měli epizodu jen o tom, jak Milhouse našel sám sebe, myslím, že by to mohlo mít potenciál. Ale oni potřebovali, aby se epizoda najednou točila kolem Barta a jeho vlastní nejistoty, takže museli děj překrucovat, až to bylo moc komplikované. Celá epizoda byla tak nějak nesourodá, plná náhodných scén, které působily, jako by mohly být vypreparované.“.